# Hullettia
Hullettia es un género con dos especies de plantas de flores pertenecientes a la familia  Moraceae, son nativos del este de Asia.

## Especies seleccionadas
- Hulletia dumosa
- Hulletia griffithiana

- Datos: Q3764532
- Especies: Hullettia